# Xã Antrim, Quận Watonwan, Minnesota
Xã Antrim (tiếng Anh: Antrim Township) là một xã thuộc quận Watonwan, tiểu bang Minnesota, Hoa Kỳ. Năm 2010, dân số của xã này là 240 người.